# George Miksch Sutton
Pour les articles homonymes, voir Sutton.
George Miksch Sutton, né le 16 mai 1898 à Bethany (en), un quartier de Lincoln (Nebraska) et mort le 7 décembre 1982 dans la même ville, est un ornithologue américain.

## Biographie
Il obtient son doctorat à l’Université Cornell en 1932 et occupe des postes universitaires à l’Université du Michigan et à l’Université de l’Oklahoma, à Norman.
Il publie de nombreux articles techniques en ornithologie ainsi que des ouvrages plus populaires illustrés de ses propres œuvres. Ses premiers travaux artistiques sont inspirés et instruits par Louis Agassiz Fuertes. En 1931, il est le premier ornithologue à trouver les œufs du Bruant à face noire (Zonotrichia querula), l’un des derniers oiseaux d’Amérique du Nord à avoir son nid et ses œufs décrits. En 1935, il fait partie de l’équipe d’Arthur Augustus Allen lors d’une expédition dans le Singer Tract, en Louisiane, pour réaliser des croquis de Pic à bec ivoire. Il effectue de nombreux travaux de terrain dans l’Arctique (y compris l’Islande), l’Oklahoma, le Labrador et le Mexique.  

## Postérité
Le George M. Sutton Avian Research Center de Bartlesville est nommé en son honneur.